# Bilgüün Ganbold
Bilgüün Ganbold (mongolisch Ганболдын Билгүүн, ᠭᠠᠨᠪᠣᠯᠳᠢᠨ ᠪᠢᠯᠭᠦᠦᠨ; * 12. April 1991 in Süchbaatar), auch in der Schreibweise Ganboldyn Bilgüün, ist ein mongolischer Fußballspieler auf der Position eines Linksverteidigers. Er ist aktuell für den Hauptstadtverein Khaan Khuns-Erchim FC und in der mongolischen Fußballnationalmannschaft aktiv.

## Karriere

### Verein
Seine Vereinskarriere verbrachte Ganbold bisher in seiner mongolischen Heimat. Er begann seine Karriere im Kader des Khaan Khuns-Erchim FC in der erstklassigen Premier League und gewann mit der Mannschaft in seiner Debütsaison das Triple aus Meisterschaft, Nationalen Pokal und Supercup. Der Meistertitel konnte er im Jahr darauf, an der Seite von Torhüter Ariunbold Batsaikhan, Munkh-Erdene Tuguldur und Enkhjargal Tserenjav, verteidigen. In den Folgejahren konnte Ganbold 13 Vereinstitel gewinnen, darunter 5 Meisterschaften und 6 mongolische Supercups. Seine bisher letzten Vereistitel gewann er im Jahr 2022 mit den Double aus Meisterschaft und Supercup.

### Nationalmannschaft
Sein Debüt für die Mongolische Fußballnationalmannschaft gab Ganbold am 2. März 2013, im Rahmen der Qualifikation zum AFC Challenge Cup 2014, gegen die Auswahl von Laos (1:1). Er war Teilnehmer an den Qualifikationsspielen zur Weltmeisterschaft (2018, 2022) und der Asienmeisterschaft (2024). Zudem gehörte er zum Aufgebot der Mongolen bei der Ostasienmeisterschaft (2015, 2017), nennenswerte Erfolge konnte er dabei jedoch nicht erzielen. Seinen bisher letzten Einsatz absolvierte Ganbold am 25. März 2023 im Freundschaftsspiel gegen die Auswahl von Georgien (6:1).

### Erfolge
- Mongolischer Meister: 2012, 2013, 2015, 2016, 2017, 2018, 2022
- Mongolischer Pokalsieger: 2012, 2015, 2019
- Mongolischer Supercup: 2012, 2013, 2014, 2015, 2016, 2018, 2019, 2022